# Onyar
Râul Onyar este un râu din Catalonia (Spania).